# ハンナ・セネシュ
ハンナ・セネシュ (ヘブライ語: חנה סנש、ハンガリー語: Szenes Anikó; 1921年7月17日 – 1944年11月7日)は、第二次世界大戦中 、アウシュビッツ強制収容所に追放されたハンガリーのユダヤ人救出を助けるために イギリス委任統治領パレスチナからイギリス軍空挺部隊として、ユーゴスラビアに空挺降下した37人のユダヤ人の一人である。
ハンナはハンガリー国境で逮捕された後、投獄され拷問を受けた。しかし彼女は 彼女のミッションの詳細を自白することを拒んだ。彼女は ついに裁判に掛けられ処刑された。 彼女はイスラエルにおいて英雄とみなされている。彼女の詩はよく知られ、そしてキブツといくつかの通りに彼女の名が名づけられている。

## 生い立ち

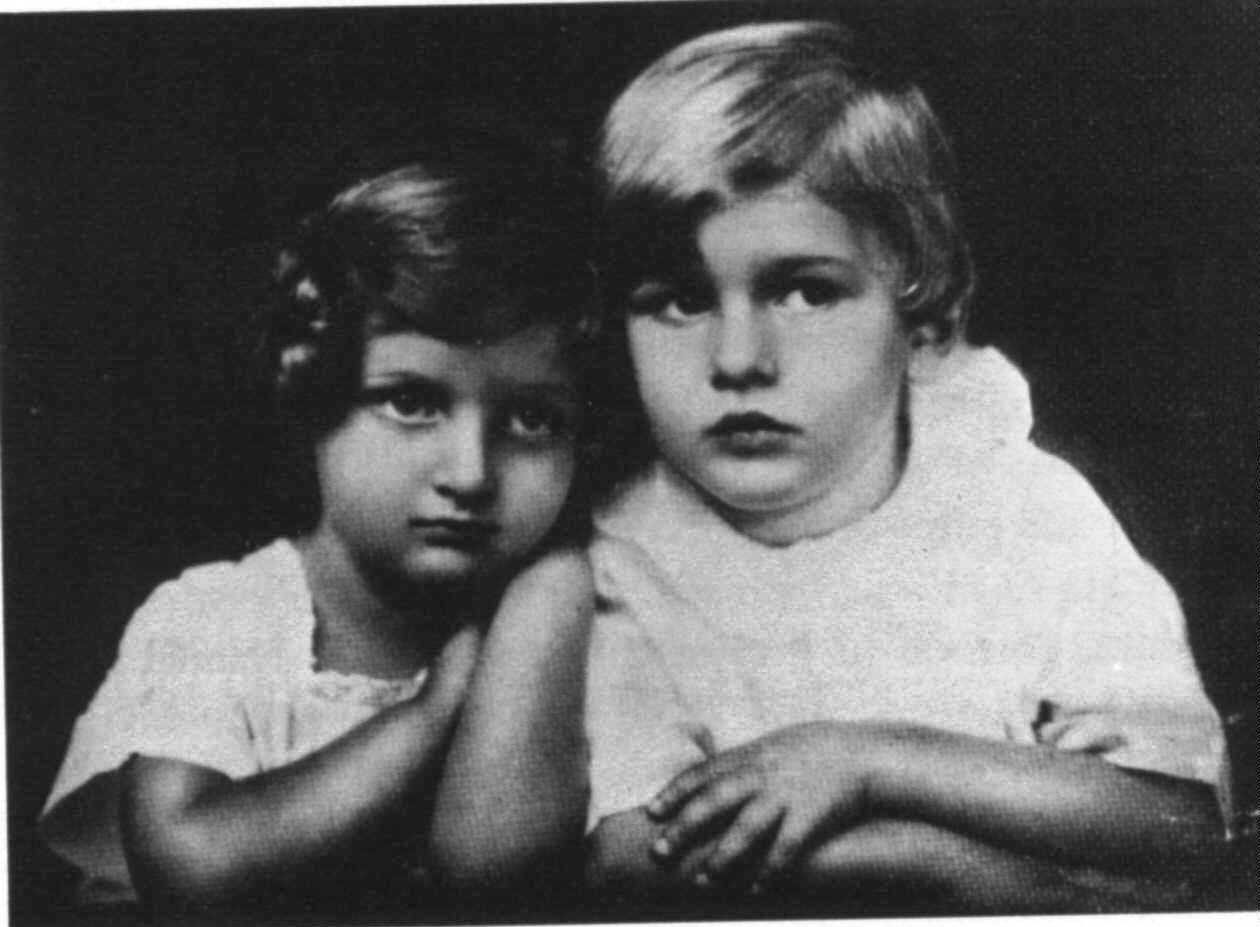
ハンナ・セネシュと彼女の兄, ブダペスト, 1924

ハンナ・セネシュは 1921年7月17日に ハンガリーで同化したユダヤ人の家庭に生まれた。ジャーナリストそして脚本家でもあった彼女の父ベーラ・セネシュは、ハンナが6歳のときに亡くなった。彼女は母カタリナそして兄ジョルジとともに暮らした。
ハンナは「書くこと」に対して人一倍の関心と欲求を持っていた。それは13歳のときから記しはじめた日記の中に明らかである。父親から受け継いだものだろう、確かにハンナには豊かな才能があった。
彼女は、カトリック教徒そしてユダヤ人子弟をも受け容れる プロテスタント系キリスト教女子学校に入学した。ユダヤ教徒はカトリック教徒の3倍の授業料を支払わなねばならなかったが、 しかしハンナだけは才能を認められて、通常の2倍を支払うこととされた。
ハンナが16歳のとき、ハンナにとって人生の曲がり角となった事件が起きた。学校の文学会の役員に、推薦されてハンナが選ばれたとき、学生自治会はハンナがユダヤ人であるという理由だけで、ハンナをこの役から降ろした。ハンナは文学会の活動に情熱を傾けていたために、この事件は彼女の心を深く傷つけた。同時に、ハンナに「ユダヤ人」の意識を強く目覚めさせる契機になった。
これは、ハンガリーにおけるユダヤ人の立場が不安定になりつつあるという認識とともに、シオニズムを抱くようにハンナを促し、彼女は"Maccabea"(ハンガリーシオニズム学生組織)に参加した。

## ナハラルへの入植
1939年にハンナは卒業し そして ナハラル女子農業学校で学ぶためにイギリス委任統治領パレスチナへ渡航した。ハンナは「パレスチナに必要なのは、知識人ではなく、国を創りあげる労働者だ」と言い、農業学校で2年間を過ごした。この2年の間に、彼女は、各地のキブツを訪れては、パレスチナの生活や祖国に親しみと愛情を育んだ。
1941年、彼女はスドット・ヤム キブツに入植し、そして後にイスラエル国防軍の基礎となった準軍事組織ハガナーに参加した。

## ユダヤ人同胞救出作戦への志願
1942年8月、パレスチナ人自身の手によるユダヤ人同胞救出作戦が決定された。それはバルカン諸国やハンガリーに残っているユダヤ人約125万人を、ドイツの虐殺から救出し、逃亡させるために空挺降下して各国に潜入し、ユダヤ人と接触するというものだった。ハンナはすぐさま作戦に志願し、厳しい条件をクリアしてメンバーに選ばれた。
ハンナは念願の「パレスチナのためになる仕事」を果たすべき時が来たことを確信した。
1943年、彼女はイギリス婦人補助空軍に登録され、エジプトにおいて特殊作戦執行部隊員としての訓練を始めた。

## 逮捕と拷問
1944年3月14日、彼女と同僚のヨエル・パルジ そして ペレツ・ゴルトシュタイン はユーゴスラビアに空挺降下し、パルチザンに合流した。降下後、彼らは すでにハンガリーがドイツによって占領されていることを知り、男たちは危険すぎるとしてミッションの中止を決めた。 しかしハンナはハンガリー国境を目指した。国境において、彼女と彼女の戦友は、彼女のイギリス軍通信機を発見したハンガリー警備兵に逮捕された。
彼女は投獄され、裸にされ、椅子に縛り付けられ そして 3日間にわたって鞭打たれ 棍棒で打ちのめされた。彼女は拷問のため歯を失った。
看守たちは、他の空挺隊員を探し出すために通信機の暗号を知りたがった。ブダペストの監獄に移送された後も、ハンナは繰り返し尋問され そして 残酷に拷問された。しかし彼女は、また彼女の母親が逮捕されたときでさえ 、自分の名前を答えるのみで 通信機の暗号を自白することを拒んだ。彼らは 、もし彼女は協力しないなら母親を殺すと脅したが 、彼女は頑なに拒み続けた。(おそらく結果として母親の命が救われることとなった)
監獄にいる間、ハンナは 鏡に反射する光をフラッシュさせたり 一文字ずつ切り抜かれた大きな文字を窓に置くことで、他の房にいる収容者と連絡を取り合った。彼女は歌うことで彼らの士気を維持しようとした。苦痛のうちにおいても、ハンナは士気を維持しミッションに忠実であろうとした。

## 裁判と処刑
1944年10月28日、彼女は反逆の罪で裁判に掛けられた。判事たちが評決を出すために8日間の延期があり、つづいて新しい法務官の任命のための延期があった。彼女はドイツ軍の銃殺によって処刑された。 1944年11月7日、彼女は 最後の日まで日記をつづった。銃殺隊の一人は日記を読んだ。そこには「7月には23歳になれるものを。わたしは賭けた。賽は投げられ そして敗れた。」また「私は暖かい日の光を愛していた。」と書かれていた。
彼女の日記は1946年にヘブライ語で刊行された。彼女の遺体は1950年にイスラエルに運ばれエルサレムのヘルツェルの丘に葬られた。彼女の墓碑は2007年11月にイスラエルに運ばれスドット・ヤムに置かれた。
冷戦終結後、ハンガリーの軍事法廷は正式に彼女の名誉を回復し、1993年11月5日イスラエルで暮らす彼女の親族に知らされた。

## 詩、歌そして脚本

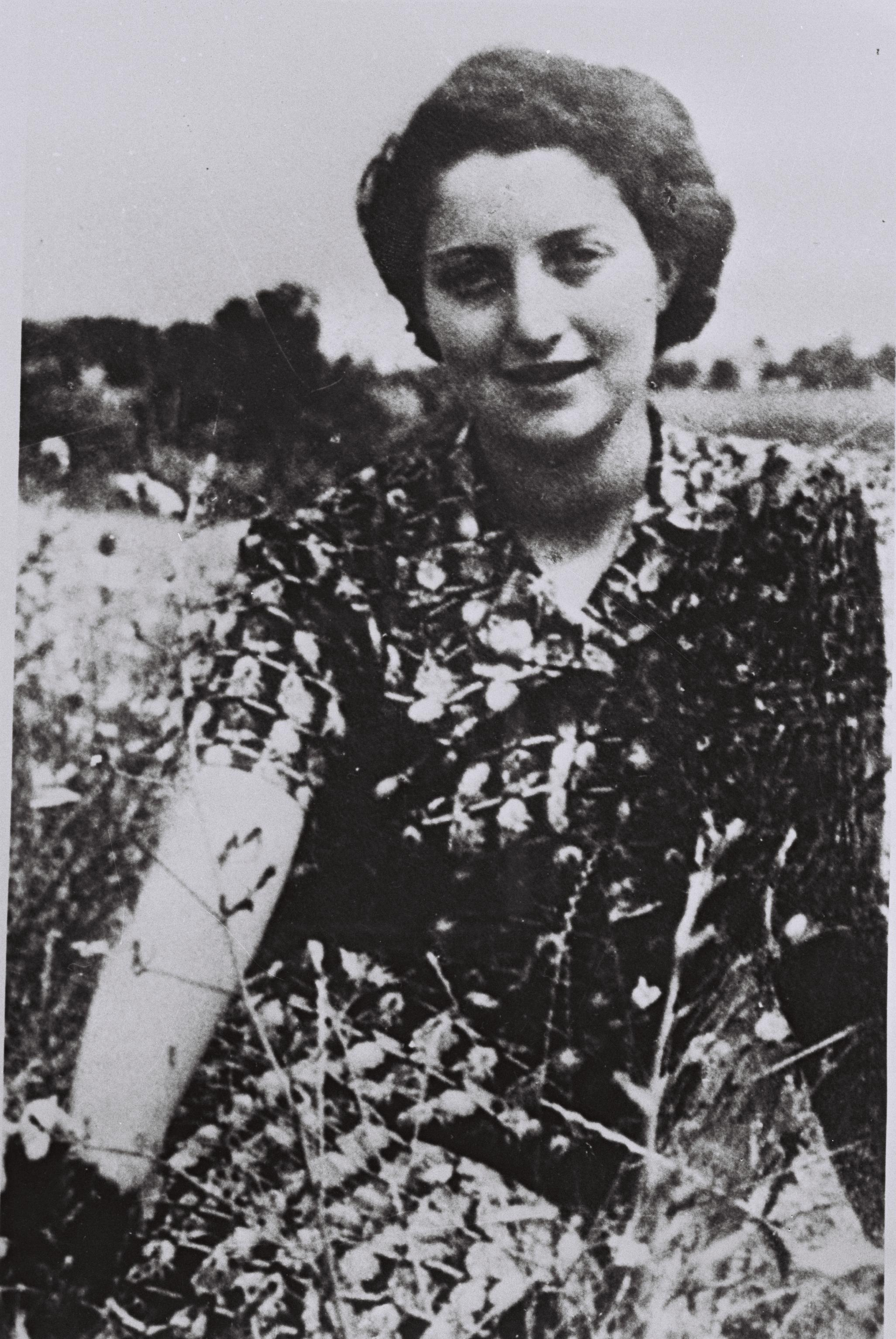
キブツの野原でくつろぐハンナ・セネシュ

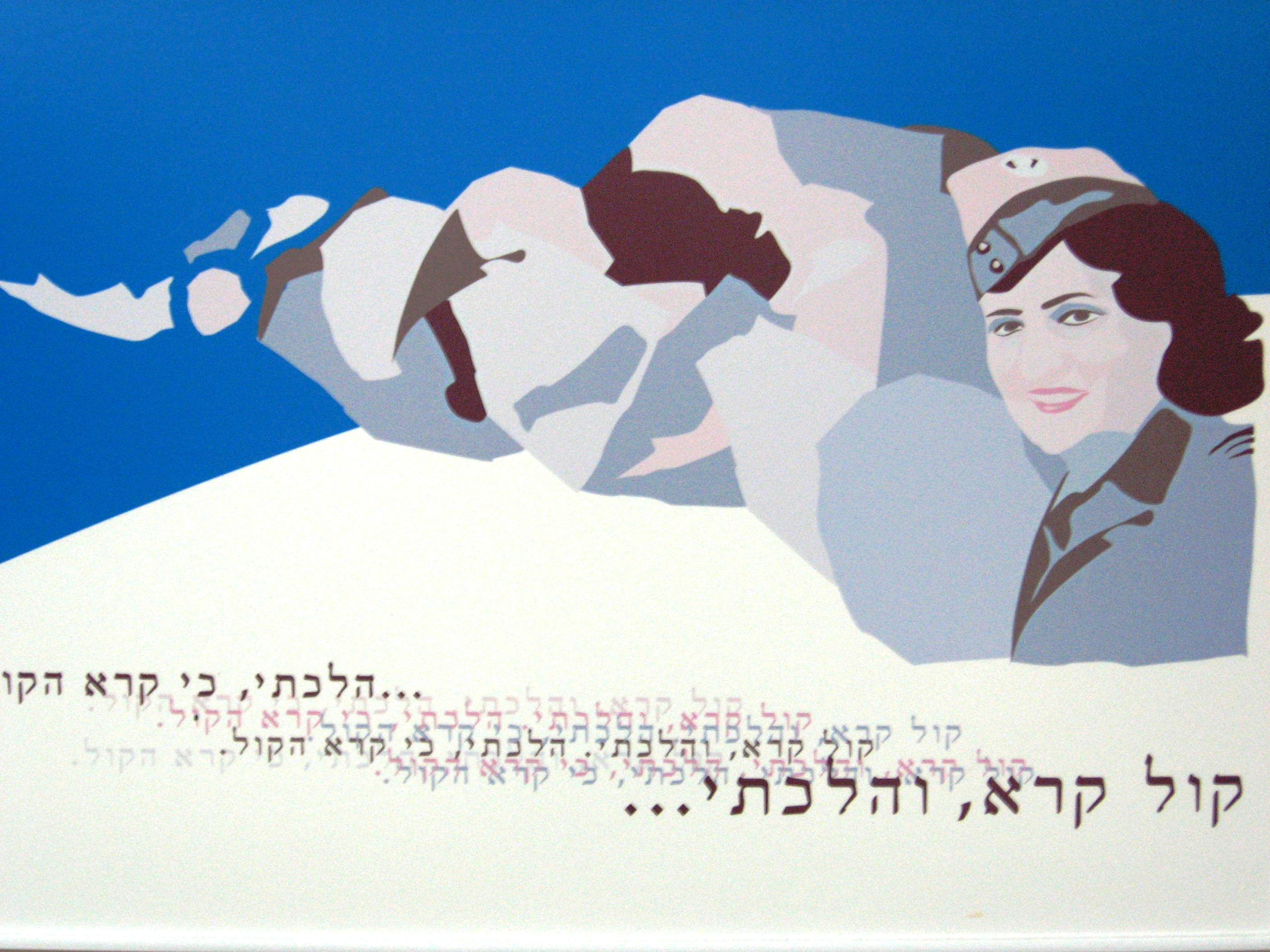
ハンナ・セネシュを記念するポスター

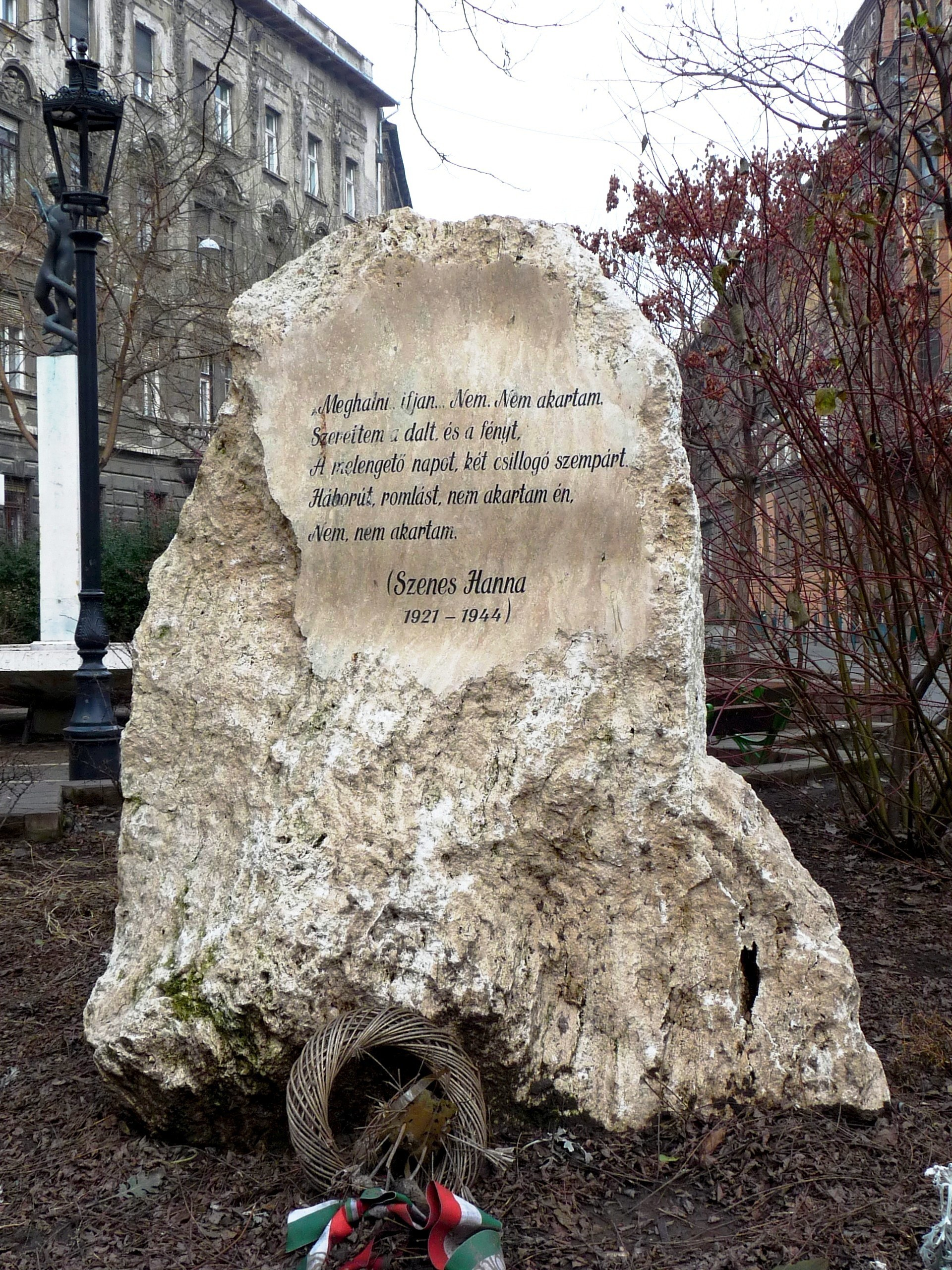
ブダペストにあるハンナ・セネシュの記念碑

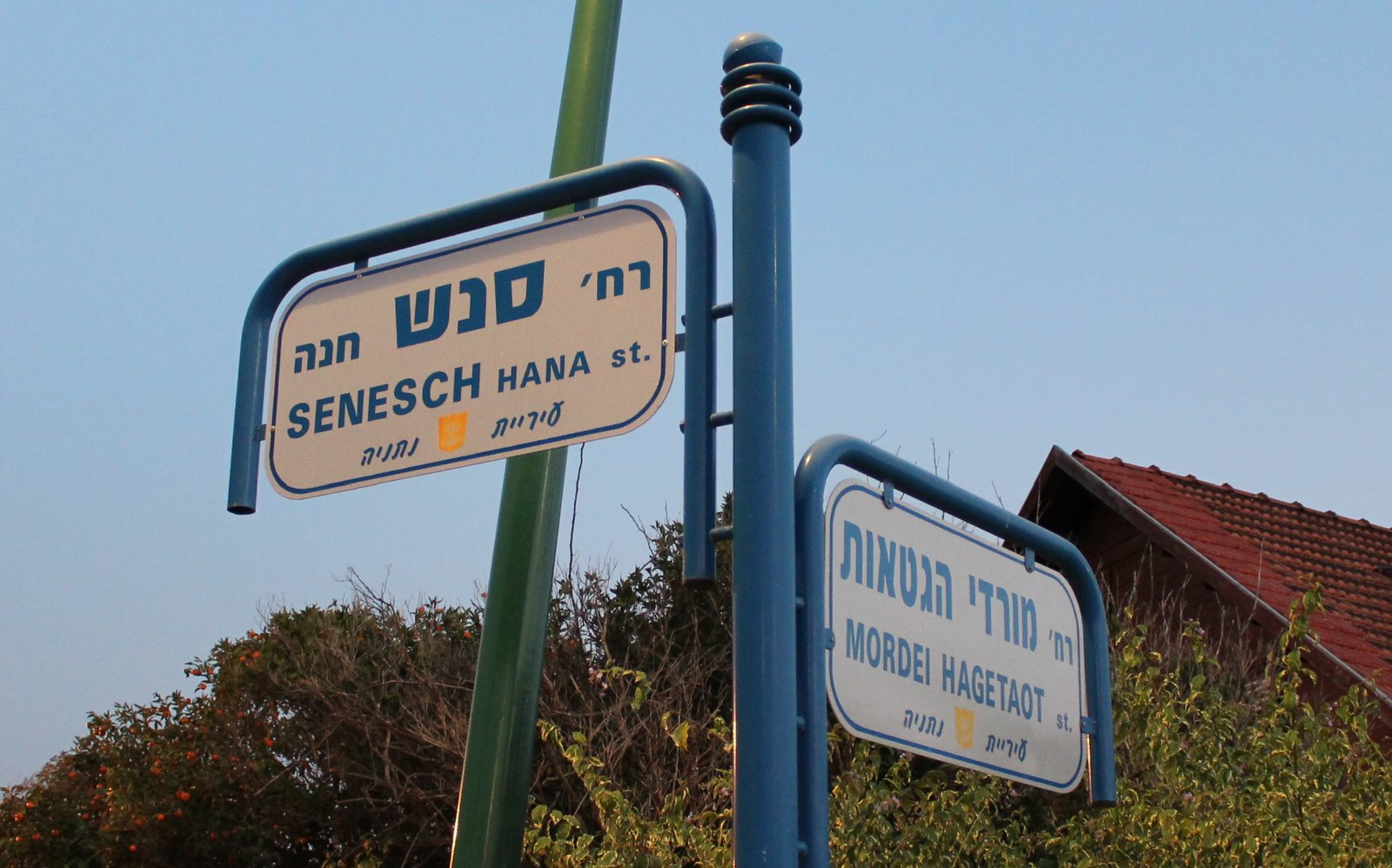
ハイファのハンナ・セネシュ通り

彼女はハンガリー語とヘブライ語で詩や脚本を記した。以下はよく知られた4つの詩である。
これらもっとも知られたものは Halikha LeKesariya (「カイザリアへの歩み」) 、一般的には Eli, Eli (「わが神、わが神」)として知られる。よく知られたメロディーはダヴィド・ザハヴィによって編曲された。多くのシンガー – オフラ・ハザ、レジーナ・スペクター そしてソフィー・ミルマンらによって歌われた。映画「シンドラーのリスト」にも使われた。
わが神、わが神、
砂と海、
水のせせらぎ、
天の輝き、
人の祈り、
が絶えることがないように
אלי, אלי, שלא יגמר לעולם
החול והים
רשרוש של המים
ברק השמים
תפילת האדם
声が呼ばわる 、そして私は行った
私は行った、 なぜなら声が呼ばわるから
קול קרא, והלכתי
הלכתי, כי  קרא הקול

以下は 彼女が書いた最後の詩"Ashrei Hagafrur"(「祝福されたマッチ」)から。(1944年5月2日 22歳 ユーゴスラビアにて)
恵みあれ 燃え立つ炎となるマッチの命に
恵みあれ 心の奥深い砦で燃えさかる炎に
恵みあれ 詩を賭しても名誉を守る強い心に
恵みあれ 燃え立つ炎となるマッチの命に
,אַשְׁרֵי הַגַּפְרוּר שֶׁנִּשְׂרַף וְהִצִּית לֶהָבוֹת
.אַשְׁרֵי הַלְּהָבָה שֶׁבָּעֲרָה בְּסִתְרֵי לְבָבוֹת
...אַשְׁרֵי הַלְבָבוֹת שֶׁיָדְעוּ לַחְדוֹל בְּכָבוֹד
.אַשְׁרֵי הַגַּפְרוּר שֶׁנִּשְׂרַף וְהִצִּית לֶהָבוֹת

以下は 彼女の処刑後にブダペストの監獄におけるハンナの房で見つかった。(1944年 22歳)
1 – 2 – 3 … 奥行き8フィート
わずか二またぎの間口 その先は闇 …
私の命は疑問符のように かろうじて吊り下がっている
1 – 2 – 3 … あと1週間 ?
それとも一月先も この房で生きているかもしれない
でも 死の足音が聞こえる
7月には23歳になれるものを
わたしは賭けた
賽は投げられ そして敗れた
אחד - שנים - שלשה... שמונה האורך
שני צעדים הוא רוחב הצלע -
החיים מרפרפים בסימן שאלה
אחד - שנים - שלשה ... אולי עוד שבוע
או סוף הירח ימצאני פה עדיין
אך ממעל לראשי - האין
כעת בחודש יולי בת כ"ג אהי
במשחק נועז עלי מספר עמדתי
הקוביה כרכרה, הפסדתי

## ハンナ・セネシュを描いた作品
Blessed is the Match: The Life and Death of Hannah Senesh, directed by Roberta Grossman, is a documentary that recounts the events of Hannah's life. It was released in 2008.
A film about Szenes' life entitled en:Hanna's War was released in 1988 and directed by en:Menahem Golan.  She was portrayed by actress en:Maruschka Detmers.
A play about Szenes entitled The Legend of Hannah Senesh, authored by Aaron Megged, was produced and directed by Laurence Merrick at the Princess Theatre in Los Angeles in 1964. Szenes was played by Joan Huntington.